# 76272 Де Йонґ
76272 Де Йонґ (76272 De Jong) — астероїд головного поясу, відкритий 8 березня 2000 року.
Тіссеранів параметр щодо Юпітера — 3,264.